# A+ (yacht)
Pour les articles homonymes, voir A+.
L'A +, anciennement Topaz est un yacht à moteur de luxe construit par Lürssen à Brême, en Allemagne.
Il est la propriété de Mansour ben Zayed Al Nahyane (en), vice-président des Émirats arabes unis.
L'intérieur du yacht a été conçu par Terence Disdale Design et l'extérieur conçu par Tim Heywood.
Le bateau a été lancé en mai 2012.
En 2013, Topaz détient ex æquo avec le yacht Prince Abdulaziz le titre du cinquième plus grand yacht privé du monde, avec une longueur pour tous les deux de 147 mètres (482 pieds). Le navire a 1,28 m de plus que l’El Mahroussa, le sixième plus grand yacht privé du monde.

## Caractéristiques
Les dimensions du Topaz sont de 147 mètres (482 pieds) de long pour une largeur de 21,50 m, le tout pour une jauge brute de 11 589 tonneaux.
Le coût de ce yacht a été estimé à 400 millions d'euros (environ US$ 527 millions).
Le Topaz a été construit dans le même chantier naval allemand que l’Azzam, le plus grand yacht privé du monde.
Le navire dispose d'une coque en acier, une superstructure en aluminium et se compose de huit étages,. Ce yacht a été en cours de construction dans une cale sèche de 169 m, puis pour achever le projet, le yacht a dû prendre un quai de 220 m pour être construit à côté. Le Topaz est également le plus grand yacht de luxe au monde lancé en 2012.